# Absztrakciós elv (számítógép-programozás)
A szoftverfejlesztésben és a programozási nyelvek elméletében az absztrakciós elv (vagy az absztrakció elve) egy olyan alapelv, amelynek célja, hogy amikor csak lehetséges, csökkentsük a kétszeres információt a programban (általában a kódismétlődésre helyezve a hangsúlyt) a programozási nyelv vagy a szoftverkönyvtárak által biztosított absztrakciók felhasználásával. Az elvet néha a programozónak szóló ajánlásként, néha azonban a programozási nyelv követelményeként fogalmazzák meg, feltételezve, hogy magától értetődő, miért kívánatos az absztrakciók használata. Az elv eredete bizonytalan; többször is újra kijelentették, néha más név alatt, kisebb eltérésekkel.
A programozónak szóló ajánlásként értelmezve az absztrakciós elv általánosítható a „ne ismételd magad” elveként, amely általánosságban az információ, továbbá a szoftverfejlesztési folyamathoz kapcsolódó emberi erőfeszítések megkettőzésének elkerülését tartja szem előtt.

## Az elv
A programozónak szóló ajánlásként Benjamin C. Pierce Types and Programming Languages (2002) című könyvében az absztrakciós elv a következőképpen szól (kiemelés az eredetiben):
A program minden jelentős funkcióját csak egyetlen helyen kell megvalósítani a forráskódban. Ha különböző kódrészletek hasonló funkciókat hajtanak végre, akkor általában előnyös ezeket egyetlen egységbe kombinálni, az eltérő részeket pedig absztrakttá tenni.
A programozási nyelvvel szemben támasztott követelményként az absztrakciós elv a David A. Schmidt által a The structure of typed programming languages (1994) című könyvben megfogalmazott formában a következőképpen hangzik:
Bármely szemantikailag értelmes szintaktikai osztály mondatai megnevezhetők.

## Története és változatai
Az absztrakciós elv ezen a néven számos könyvben jelenik meg. Egy szükségszerűen hiányos lista, rövid megfogalmazással együtt:
- Alfred John Cole, Ronald Morrison (1982) An introduction to programming with S-algol: "[Az absztrakció] a nyelvtervezésre alkalmazva azt jelenti, hogy meghatározzuk a nyelv összes szemantikailag értelmes szintaktikai kategóriáját, és lehetővé tesszük az ezek feletti absztrakciót."[3]
- Bruce J. MacLennan (1983) Principles of programming languages: design, evaluation, and implementation: "Kerülje el, hogy valamit többször megfogalmazzon; távolítsa el az ismétlődő mintákat".[4]
- Jon Pearce (1998) Programming and Meta-Programming in Scheme: "A szerkezetnek és a funkciónak függetlennek kell lennie".[5]

Az elv központi szerepet játszik az objektumorientált programozás tervezési mintáiban, bár a témával foglalkozó írások többsége nem nevezi meg az elvet. A Design Patterns kimondja: „A hangsúly itt a változó koncepció egységbe zárásán van, amely számos tervezési minta témája”. Ezt a kijelentést más szerzők így fogalmazták át: „Találd meg, ami változik, és foglald egységbe”.
A 21. században az extrém programozásban újra feltalálták az elvet az „egyszer és csak egyszer” (Once and Only Once) szlogen alatt. Ez az elv első megjelenésekor meglehetősen tömör volt: „ne legyen ismétlődő kód”. Később a szoftverfejlesztés más oldalaira is kiterjesztették: „Automatizálj minden olyan folyamatot, amelyet érdemes automatizálni. Ha azon találod magad, hogy egy feladatot többször elvégzel, szkripteld le”.

## Következmények
Az absztrakciós elvet gyakran valamilyen, az absztrakciót megkönnyíteni hivatott mechanizmussal összefüggésben fogalmazzák meg. A vezérlés absztrakciójának alapvető mechanizmusa a függvény vagy szubrutin. Az adatabsztrakciók közé tartoznak a típuspolimorfizmus különböző formái. Az adat- és vezérlési absztrakciókat kombináló, bonyolultabb mechanizmusok közé tartoznak az absztrakt adattípusok, beleértve az osztályokat, a politipizmus stb. A programozási nyelvek kutatásának és tervezésének egyik hajtóereje a gazdagabb absztrakciók keresése, amelyek kevesebb ismétlődést eredményeznek komplex forgatókönyvekben is.
A tapasztalatlan programozók hajlamosak lehetnek túl sok absztrakciót bevezetni a programjukba – olyanokat, amelyet csak egyszer fognak használni. Egy kiegészítő elv, amely ezt a kérdést hangsúlyozza, a „Nem lesz rá szükséged” és általánosabban a KISS elv. 
Mivel a kódot általában tovább fejlesztik, az absztrakciós elv követése a kód refaktorálását vonhatja maga után. Egy kódrészlet újraírásával járó erőfeszítést az absztrakció becsült jövőbeli előnyeivel szemben kell amortizálni. Az erre vonatkozó hüvelykujjszabályt Martin Fowler dolgozta ki, és a hármas szabály néven népszerűsítette: eszerint, ha egy kódrészletet több mint kétszer másolnak, azaz a végén három vagy több másolata lesz, akkor azt absztrakt kóddá kell alakítani.

## Általánosítások
A „Ne ismételd önmagad”, avagy a DRY-elv a többrétegű architektúrák kontextusára alkalmazott általánosítás, ahol a kapcsolódó kódot szükségszerűen bizonyos mértékig megkettőzik a szintek között, esetleg különböző nyelveken. A gyakorlatban ajánlott, hogy az ismétlések elkerülése érdekében támaszkodjunk automatizált eszközökre, például kódgenerátorokra és adattranszformációkra.

## Hardver programozási interfészek
A kód tökéletesítésén kívül a hierarchikus/rekurzív absztrakciós szint a hardveres kommunikációs rétegek közötti interfészekre is utal, amelyeket absztrakciós szinteknek és absztrakciós rétegeknek is neveznek. Ebben az esetben az absztrakciós szint gyakran az interfész szinonimája. Például a shellcode és a magasabb és alacsonyabb szintű nyelvek közötti interfész vizsgálata során az absztrakciós szint az operációs rendszer parancsaitól (például a C-ben) a regiszter- és áramköri szintű hívásokig és parancsokig (például assembly) változik. Az utóbbi példa esetében az absztrakciós szintek közötti határ vagy interfész a verem.

## Fordítás
Ez a szócikk részben vagy egészben  az   Abstraction principle (computer programming) című angol Wikipédia-szócikk ezen változatának fordításán alapul.  Az eredeti cikk szerkesztőit annak laptörténete sorolja fel. Ez a jelzés csupán a megfogalmazás eredetét és a szerzői jogokat jelzi, nem szolgál a cikkben szereplő információk forrásmegjelöléseként.